# Isohypsibius bulbifer
Isohypsibius bulbifer är en djurart som tillhör fylumet trögkrypare, och som först beskrevs av Mihelcic 1957.  Isohypsibius bulbifer ingår i släktet Isohypsibius och familjen Hypsibiidae. Inga underarter finns listade i Catalogue of Life.